# Challenger de Las Palmas
El Gran Canaria Challenger es un torneo profesional de tenis. Pertenece al ATP Challenger Tour. Se juega desde el año 2021 sobre pistas de tierra batida, en Las Palmas, España.

## Palmarés

### Individuales
| Año      | Campeón              | Finalista               | Resultado      |
| -------- | -------------------- | ----------------------- | -------------- |
| 2021 (1) | Enzo Couacaud        | Steven Diez             | 7–6(5), 7–6(3) |
| 2021 (2) | Carlos Gimeno Valero | Kimmer Coppejans        | 6–4, 6–2       |
| 2022     | Gianluca Mager       | Roberto Carballés Baena | 7–6(6), 6–2    |

### Dobles
| Año      | Campeones                        | Finalistas                                   | Resultado        |
| -------- | -------------------------------- | -------------------------------------------- | ---------------- |
| 2021 (1) | Lloyd Glasspool Harri Heliövaara | Kimmer Coppejans Sergio Martos Gornés        | 7–5, 6–1         |
| 2021 (2) | Enzo Couacaud Manuel Guinard     | Javier Barranco Cosanos Eduard Esteve Lobato | 6–1, 6–4         |
| 2022     | Sadio Doumbia Fabien Reboul      | Matteo Arnaldi Luciano Darderi               | 5–7, 6–4, [10–7] |